# Николаев, Лев Фёдорович
Лев Фёдорович Никола́ев (1930 — неизвестно) — советский хоккеист, нападающий, тренер.

## Биография
Выступал за клубы «Химик» Электросталь (1952/53), «Химик» Воскресенск (1953/54 — 1954/55), «Энергия» Уфа (1955/56), «Буревестник» Москва (1956/57), «Торпедо» Глазов (1957/58 — 1958/59), СК им. Урицкого Казань (1958/59 — 1962/63).
В классе «А» провёл четыре сезона (1952/53, 1955/56 — 1956/57, 1962/63).
Был в составе футбольной команды КФК «Химик» Москва (1956).
Тренер в клубе «Дизелист» Пенза (1965/66). Старший тренер команд «Темп» (Загорск, 1968/69 — 1970/71), «Станкостроитель» Рязань (1971/72 — 1972/73).
Работал тренером в ДЮСШ «Локомотив» Москва.